# Seiko Matsuda Hit Collection Vol.2
『Seiko Matsuda Hit Collection Vol.2』(セイコマツダ ヒット・コレクション ボリューム2)は、松田聖子のベスト・アルバム。2012年9月1日発売。発売元はソニー・ミュージックダイレクト。

## 解説
『Seiko Matsuda Hit Collection Vol.1』と同時発売され、通信販売で取り扱われているヒット・コレクションシリーズの松田聖子盤第2弾。

## 収録曲
1. 瞳はダイアモンド
2. Rock'n Rouge
3. 時間の国のアリス
4. ピンクのモーツァルト
5. ハートのイヤリング
6. 天使のウィンク
7. ボーイの季節
8. 瑠璃色の地球
9. Strawberry Time
10. Pearl-White Eve
11. Marrakech〜マラケッシュ〜
12. 抱いて…
13. 旅立ちはフリージア
14. Precious Heart
15. 大切なあなた
16. あなたに逢いたくて2004
17. 抱いて… (オリジナル・カラオケ)